# Stephania subpeltata
Stephania subpeltata är en tvåhjärtbladig växtart som beskrevs av Hsien Shui Lo. Stephania subpeltata ingår i släktet Stephania och familjen Menispermaceae. Inga underarter finns listade i Catalogue of Life.